# Insight (psychologie cognitive)
Pour les articles homonymes, voir Insight.

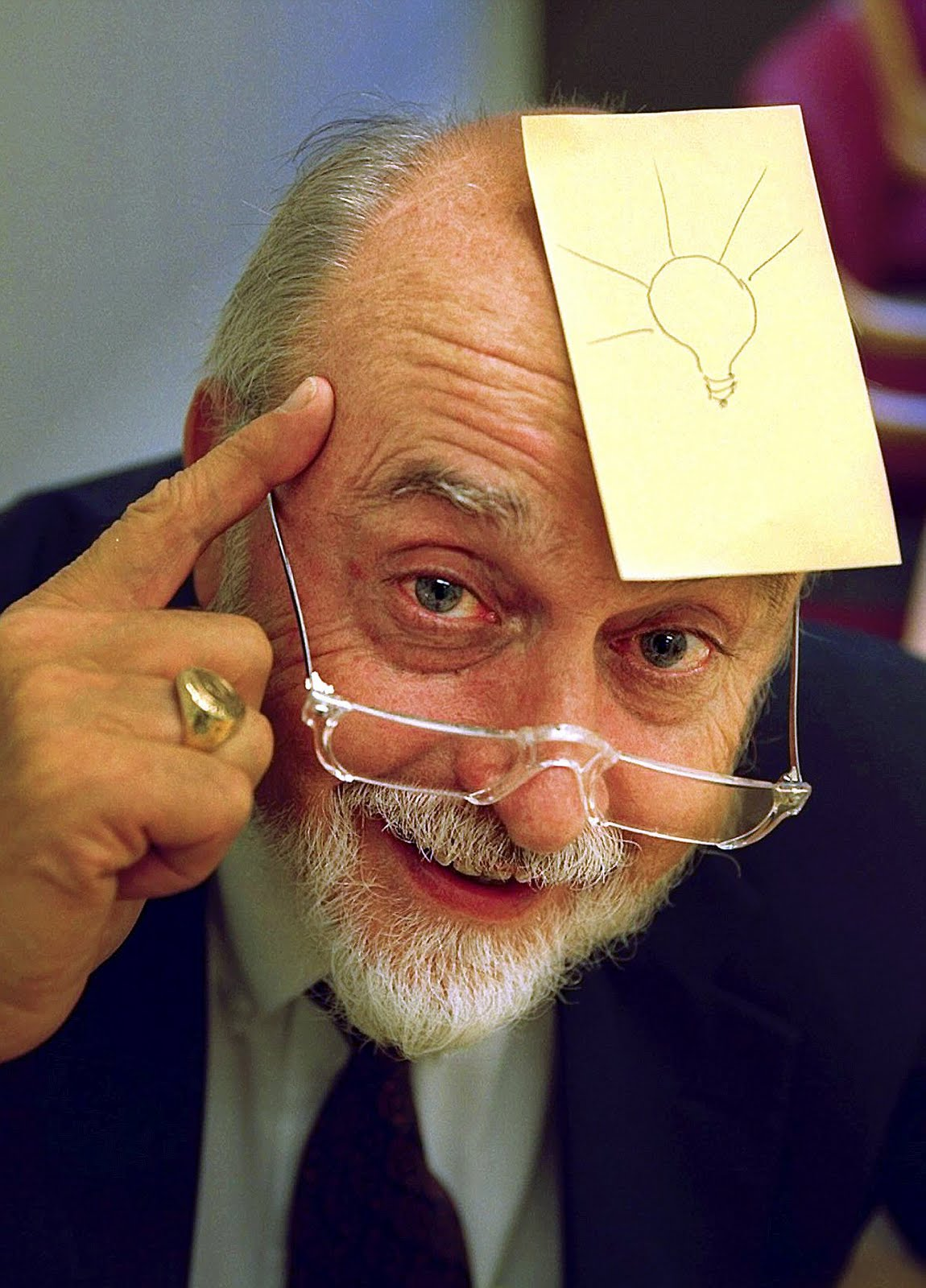
Arthur Fry, inventeur du Post-it, avec un post-it sur le front portant l’image d’une ampoule. Cette ampoule est la représentation de l'insight dans la culture moderne.

En psychologie cognitive, l’insight ou l’intuition ou moment Eurêka ou effet Eurêka[réf. nécessaire] est la découverte soudaine de la solution à un problème sans passer par une série d'essais-erreurs progressifs. Ce phénomène a été mis en évidence chez le chimpanzé par Wolfgang Köhler dans une série d'expériences menées à Tenerife de 1913 à 1920.
Le terme d'insight est également utilisé en psychologie et en psychiatrie pour déterminer le niveau de « conscience du trouble », c'est-à-dire si le patient reconnaît ou non souffrir de telle ou telle maladie.

## Le phénomène d’insight
On parle parfois aussi de perspicacité psychologique, ici définie comme « processus de réception impliquant une découverte soudaine et la sensation de faire l’expérience d’un état d’illumination ou de révélation intérieure », état qui peut aussi découler d'un stimulus (input) extérieur, par exemple la lecture d'un récit inspirant. Dans les années 2020, des chercheurs travaillent à produire une échelle de mesure de la force de l'insight, qui pourrait par exemple servir à évaluer l'efficacité de messages eudémoniques dans les récits dits « inspirants ».
Köhler utilise le terme anglais insight (qui traduit le terme allemand Einsicht - compréhension, discernement) pour nommer le temps fort d’une résolution, compris comme passage d'une configuration perceptive à une seconde configuration, plus satisfaisante car porteuse en elle-même des réorientations, des regroupements, des suggestions d'actions susceptibles de remédier aux tensions inhérentes à la configuration antécédente. L’insight c'est donc la découverte soudaine d'une solution qui ne devient apparente que par une réorganisation des éléments du problème. Köhler y voyait comme un modèle de la productivité de la pensée, en tout cas un corrélat perceptif de ce moment de discernement où l’organisation du champ, soumise à la tension d’un problème, débouche enfin sur une solution.
Köhler donne par exemple cette description d'un exercice réalisé par le singe Sultan :
« Sultan tries to reach the fruit with the smaller of the two sticks. Not succeeding, he tears at a piece of wire that projects from the netting of his cage, but that too is in vain […] He suddenly picks up the little stick, once more goes up to the bars directly opposite the long stick, scratches it towards him with the « auxiliary », seizes it, and goes with it to the point opposite the objective (the fruit), which he secures. »
Traduction :
« Sultan essaie d'atteindre le fruit avec le plus petit des deux bâtons. N'y arrivant pas, il arrache un bout de fil de fer qui pend du grillage de sa cage, mais échoue encore... Soudain il reprend le petit bâton, va du côté des barreaux le plus proche du grand bâton, le rapproche de lui grâce au bâton "auxiliaire", s'en empare, puis le ramène du côté adjacent à son objectif (le fruit), dont il se saisit. »
Au lieu de procéder par essais et erreurs et de se rapprocher graduellement de la solution, l'animal saisit soudainement la solution qui lui échappait jusqu'alors et qui lui permet d'attraper le fruit en dehors de sa cage.
L’insight est donc d’abord un mode d’appréhension des phénomènes, une interprétation qui entend constituer en objet scientifique un moment cognitif spécifique : la saisie brusque d’une modification favorable du champ pratique, qui est localisée, incarnée dans une configuration perceptive virtuellement en train de basculer. C'est ce moment de restructuration perceptive où se manifeste le pouvoir de changer la signification donnée d’un objet en une signification neuve, et par là d’anticiper sur la nouvelle fonction possible (la branche devient bâton, la caisse-pour-s’asseoir devient la caisse-à-traîner-et-empiler).